# Papir Fuad 266
Papir Fuad 266 (LXXP. Fouad Inv. 266; Rahlfs 847, 848 and 940; TM nr: 62290; LDAB id: 3451: VH: 0056) és un manuscrit de la Septuaginta (LXX) del llibre bíblic de Deuteronom, que es troba a Qumran. Paleoegraficament data del segle I aC. Actualment, el manuscrit es troba al Museu Rockefeller de Jerusalem.
Es tracta del manuscrit més antic conegut de la Septuaginta (versió grega de la Bíblia hebrea), que utilitzava el Tetragrammaton hebreu en escriptura aramaica "quadrada" o escriptura Ashuri, en els llocs següents: De 18:5, 5, 7, 15, 16; 19:8, 14; 20:4, 13, 18; 21:1, 8; 23: 5; 24:4, 9; 25:15, 16; 26:2, 7, 8, 14; 27:2, 3, 7, 10, 15; 28:1, 1, 7, 8, 9, 13, 61, 62, 64, 65; 29:4, 10, 20, 29; 30:9, 20; 31: 3, 26, 27, 29; 32:3, 6, 19.